# James Edward Meade

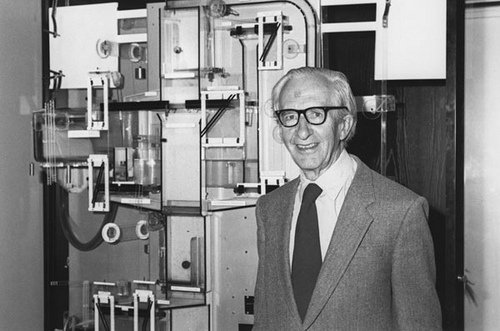
James Edward Meade

James Edward Meade (* 23. Juni 1907 in Swanage; † 22. Dezember 1995 in Cambridge) war ein britischer Ökonom. Zusammen mit Bertil Gotthard Ohlin erhielt er 1977 den Alfred-Nobel-Gedächtnispreis für Wirtschaftswissenschaften für ihren wegweisenden Beitrag zur Theorie der internationalen Handels- und Kapitalbewegungen.

## Leben
Von 1931 bis 1937 war Meade  Dozent für Volkswirtschaft am Hertford College in Oxford. Von 1937 bis 1939 war er für den Völkerbund in Genf tätig. In den Jahren 1947 bis 1957 war er Professor für Handelsrecht an der London School of Economics. Von 1957 bis 1974 war er Professor für Politische Ökonomie an der University of Cambridge. Seit 1951 war er Mitglied (Fellow) der British Academy. 1966 wurde er in die American Academy of Arts and Sciences gewählt, 1981 in die National Academy of Sciences.

## Forschung
Meade war einer der führenden Pioniere auf dem Gebiet der internationalen Makrotheorie und der internationalen Wirtschaftspolitik. Er beschäftigte sich mit den Stabilitätskriterien für den Außenhandel in offenen Volkswirtschaften. Schwankungen der Wechselkurse führen aufgrund von Veränderungen der Exporte und Importe zu Beeinflussungen der betrachteten Wirtschaft. Untersucht wurde, welche außenhandelsbedingten Effekte in Kombination mit inländischen wirtschaftspolitischen Maßnahmen zu welchen Veränderungen führen und wie man diese Steuern kann. Für diese Beiträge wurde ihm der Nobelpreis zuerkannt, besonderer Bedeutung kommt hierbei sein Werk The Theory of International Economic Policy zu. Ein besonderes Interesse kam der Vollbeschäftigung bei ausgeglichenem Außenhandel zu. Im Zuge seiner Forschung verbesserte Meade die Systematik der Zahlungsbilanz und erweiterte diese um Kapitalströme. Diese Bemühungen reüssierten in einer präziseren Darstellung der Struktur und des Umfangs des Außenhandels. Meade vertrat die Meinung, dass der effektivste Weg, um das Sozialprodukt zu erhöhen, der freie Markt sei. Jedoch plädierte er für die Verteilung der generierten Gewinne eben nicht dem freien Markt zu überlassen. Staatseingriffe sollten korrigierend unvollkommenen Märkten entgegenwirken und unerwünschte soziale Situationen vermeiden. Durch etwa Monopole werden effiziente Ergebnisse verhindert, soziale Härte und Realisierung von Interessen einzelner weniger sind das Ergebnis. Durch Meades und Ohlins Beiträge avancierte sich die Außenhandelstheorie zu einem zentralen Forschungsbereich der Wirtschaftswissenschaften. Dies geschah nicht zuletzt aufgrund der in den 1960er und -70 er Jahren zunehmenden Internationalisierung der globalen Wirtschaft.
Er war als Berater für die britische Labour Party tätig und in der Sozialdemokratischen Partei (SDP) engagiert. In seinen Beratungstätigkeiten empfahl Meade stärkere Besteuerung des Konsums und eine steuerliche Entlastung des Faktors Arbeit. Er setzte sich für die Schaffung einer internationalen Oberaufsicht des Welthandels ein.